# Груич, Марко
Ма́рко Гру́ич (серб. Марко Грујић; род. 13 апреля 1996, Белград) — сербский футболист, полузащитник португальского клуба «Порту» и сборной Сербии. Чемпион мира среди молодёжных команд 2015 года.

## Клубная карьера
Дебютировал в «Црвене Звезде» 26 мая 2013 года, в матче чемпионата Сербии против «Войводины». В 2014 году также играл по двойному контракту за «Колубару».
В январе 2015 года сообщалось о том, что «Црвена Звезда» отклонила предложение «Ромы» о покупке Груича, а весной «Гамбург» предлагал за него полтора миллиона евро. Груич в итоге подписал новый контракт с «Црвеной звездой» до 2018 года, хотя интерес к футболисту также проявляли «Бенфика» и «Сампдория».
23 декабря 2015 года было объявлено о том, что «Црвена звезда» приняла предложение английского «Ливерпуля» о покупке Груича за 5,1 млн фунтов. Однако в тот же день отец футболиста заявил, что он не допустит переезда Марко в Англию, для чего отобрал у сына паспорт.
6 января 2016 года «Ливерпуль» официально сообщил о подписании четырёхлетнего контракта с Груичем. По условиям сделки в сезоне 2015/2016 он продолжил выступать за «Црвену звезду», а 1 июля 2016 года присоединился к английскому клубу. Груич стал первым приобретением Юргена Клоппа на посту тренера «Ливерпуля». Немецкий специалист отметил, что Марко при высоком росте обладает хорошей скоростью и техникой, может играть в пас или вести мяч.
19 августа 2018 года ушёл в аренду в клуб «Герта». 8 декабря 2018 года Марко Груич забил свой первый гол за «Герту» в матче против клуба «Айнтрахт».
7 октября 2020 года перешёл в «Порту» на правах аренды до конца сезона 2020/21.
Летом 2021 года перешел в «Порту» на полноценной основе

## Карьера в сборной
Груич выступал за юношеские сборные Сербии, играл в отборочных турнирах чемпионата Европы 2014 года (до 17 лет) и 2015 года (до 19 лет).
На победном для молодёжной сборной Сербии чемпионате мира 2015 года сыграл в 5 матчах.

## Достижения
«Црвена звезда»
- Чемпион Сербии: 2015/16

«Порту»
- Чемпион Португалии: 2021/22

Сборная Сербии (до 20)
- Чемпион мира (до 20 лет): 2015